# جیم بلکر
جیم بلکر (انگلیسی: Jim Blacker؛ زادهٔ ۱۹۴۵ (۷۹–۸۰ سال)) بازیکن فوتبال اهل بریتانیا است.
از باشگاه‌هایی که در آن بازی کرده‌است می‌توان به باشگاه فوتبال برادفورد سیتی اشاره کرد.